# Otto Balthasar von Thun
Otto Balthasar von Thun (* 5. September 1721 in Schossin; † 28. Juni 1793 in Wriezen) war preußischer Generalleutnant, Chef des gleichnamigen Dragonerregiments, Generalinspekteur der Pommerischen Kavallerie sowie Domherr in Havelberg und Amtshauptmann von Johannisburg.

## Leben

### Herkunft
Seine Eltern waren Philipp Christoph von Thun und dessen Ehefrau Dorothea, geborene von Halberstadt aus dem Hause Hohenbrütz.

### Militärlaufbahn
Nach dem Willen seiner Eltern sollte Thun studieren, trat aber 1738 als Junker im Regiment des Herzogs von Schwarzburg in kaiserliche Dienste. Das Regiment sollte bei den Streitigkeiten zwischen dem Herzog Karl Leopold von Mecklenburg und der Ritterschaft in Mecklenburg vermitteln. 1740 stieg er zum Fähnrich auf, dimittierte im Jahr darauf und trat am 8. Mai 1741 in preußische Dienste. Als Sekondeleutnant wurde Thun im neuerrichteten Dragonerregiment „von Nassau“ angestellt und nahm 1742 während des Ersten Schlesischen Krieg an der Schlacht bei Chotusitz, der Einnahme von Neiße sowie dem Gefecht bei Nappagedel in Mähren teil. Zu Beginn des Zweiten Schlesischen Krieges wurde Thun Premierleutnant und kämpfte 1745 bei Hohenfriedberg. Das Regiment war erst bei der Reserve und vertrieb bei der Verfolgung des Feindes das Grenadierbataillon „Schönberg“. Anschließend wurde es nach Oberschlesien verlegt, wo es die Österreicher vertrieben und Kosel eroberte.
Nach dem Krieg stieg Thun im Mai 1753 zum Stabskapitän auf. Zu Beginn des Siebenjährigen Krieges wurde sein Regiment der Armee des Generalfeldmarschalls Kurt Christoph von Schwerin zugeordnet. Er nahm an der Schlacht bei Lobositz teil und wurde in der folgenden Schlacht bei Prag durch einen Schuss und elf Hiebwunden verwundet. Nach dem Tod von Oberst Winterfeld, dem Chef der 5. Schwadron, wurde er dessen Nachfolger. Im Gefecht bei Troppau hatte das Regiment hohe Verluste zu beklagen und musste daraufhin in seinen Kanton zurück, um Mannschaften und Material zu ergänzen. Diese Aufgabe wurde Thun übertragen. Am 27. Mai 1757 stieg er zum Kapitän und Eskadronchef auf.
Im September 1758 wurde Thun Major und nahm an der Schlacht bei Kunersdorf teil. Das Regiment kam zum Korps Fink, das zum Entsatz von Dresden aufgestellt worden war. Noch bevor der Verband die Stadt erreichte, hatte diese kapituliert. Daraufhin kam das Regiment zur Armee des Prinzen Heinrich nach Strehlen. Thun kam zu General Johann Jakob von Wunsch, der ihm ein österreichisches Korps entgegenschickte, das sich auf dem Weg nach Wittenberg gemacht hatte. Das Korps des Generalfeldzeugmeisters Gemmingen bestand aus zwei Grenadierbataillonen. Bei dem erfolgreichen Angriff der Preußen bei Meuro konnten der Generalfeldzeugmeister, zwei Stabsoffiziere, 20 Subalterne und 1400 Grenadiere gefangen genommen werden. König Friedrich II. war mit seinen Leuten hoch zufrieden. Er verlieh Thun sowie allen Stabsoffiziere und Hauptleuten den Orden Pour le Mérite. Im Gefecht von Maxen geriet er in Gefangenschaft, in der er bis zum Ende des Krieges verblieb.
Nach dem Krieg wurde über alle Generäle und viele Offiziere, die am Gefecht bei Maxen teilgenommen hatten, ein Kriegsgericht gehalten. Thun muss gut davongekommen sein, denn er wurde am 3. Juni 1765 Kommandeur des Dragonerregiments „von Zastrow“. In dieser Stellung stieg er im Juni 1769 zum Oberstleutnant und im Mai 1772 zum Oberst auf. Am 19. August 1777 ernannte ihn der König unter gleichzeitiger Beförderung zum Generalmajor zum Chef des Dragonerregiments „von Alvensleben“.
Als 1778 der Bayerische Erbfolgekrieg ausbrach, bildete Thun mit dem Dragonerregiment „von Krockow“ eine Brigade unter seinem Kommando. Als General Dagobert Sigmund von Wurmser bei Burkersdorf angriff, konnte er sich gut halten, ebenso am 25. Oktober 1778 bei einem nächtlichen Angriff von Husaren und Kroaten bei Meckern. Auf Vorschlag von Thun erhielten alle Stabsoffiziere den Orden Pour le Mérite. Thun selber erhielt vom König die Präbende von Havelberg. Als 1780 General Friedrich Wilhelm Lölhöffel von Löwensprung starb, wurde Thun zusätzlich Generalinspekteur der Pommerischen Kavallerie und Amtshauptmann von Johannisburg. 1785 erhielt er auch die Amtshauptmannschaft von Spandau. Mit Patent vom 22. Mai 1878 wurde Thun am 20. Mai 1787 zum Generalleutnant befördert. Er dimittierte am 23. Mai 1788 mit einer Pension von 1500 Talern und zog sich nach Wriezen zurück, wo er 1793 starb. Auf dem Friedhof wurde für ihn ein Denkmal aufgestellt.

### Familie
Thun war seit 1745 mit Charlotte von Liebeneck verheiratet. Sie war die Witwe des Heinrich Freiherr von Haßlingen aus dem Hause Kottwitz. Er hatte mit ihr einen Sohn und zwei Töchter:
- Magdalena Friedrike (1750–1795) ⚭ Christian Friedrich Georg Ludwig von Pastau (1737–1805), preußischer Generalmajor
- Philipp Otto Balthasar (1751–1816) ⚭ Agnes Louise von Dalwig (1756–1796), Tochter des Generals Georg Ludwig von Dalwig
- Caroline Catharina Henriette (1753–1820) ⚭ Carl Friedrich Wilhelm von Lange (1735–1803), Herr auf Teschenau